# ダニエル・スコット
ダニエル・スコット＝アルーダ（Danielle Scott-Arruda, 1972年10月1日 - ）は、アメリカ合衆国の元女子バレーボール選手。バトンルージュ出身。元バレーボールアメリカ合衆国女子代表。

## 来歴
1993年にアメリカ代表に初選出され、1995年のワールドグランプリで優勝を果たした。1996年のアトランタ五輪に出場後はセンターエースとして代表の中核を担う。1999年のワールドカップは9位だったが、2000年のシドニー五輪はチームを牽引し4位へ引き上げた。
2001年、吉田敏明監督の下でワールドグランプリで2度目の優勝を飾ると自身も同大会のMVPとベストスパイカー賞、ベストブロッカー賞の3冠に輝いた。2002年世界選手権では決勝でイタリアに敗れたが、世界三大大会で初の表彰台となる銀メダルを獲得し、ベストブロッカー賞を受賞した。また、2001年より日本のパイオニアに在籍し、第8回VリーグでVリーグでは昇格して2シーズン目だった当時のチームを3位へ導いた。第8回、第9回大会の2シーズン連続でブロック賞を受賞した。第52回黒鷲旗全日本選手権大会ではパイオニアにとって初タイトルとなる優勝を果たし、自身もベスト6を受賞した。2003年のワールドカップではキャプテンとして挑み銅メダルを獲得した。2004年のアテネ五輪はベスト8となった。
2005年は当初、代表から離れていたが同年のグラチャンで朗平監督の要望もあり、復帰するとチームを準優勝へ導いた。その後も2006年の世界選手権、2007年ワールドカップなどの大会で常に安定した働きを見せる。2008年の北京五輪にはトム ローガン、ハニーフ タイーバらと大車輪の活躍で中国、イタリアといった強豪との死闘を制する原動力となり、同大会で銀メダルを獲得した。
その後も活躍の場を広げ、イタリアやブラジルのリーグでプレーする。2009年は新体制となったチームで同年のパンアメリカンカップ、北中米選手権に出場した。2011年、2年ぶりに代表へ復帰し、同年のワールドカップでは銀メダルを獲得した。
2012年、ワールドグランプリのファイナルでは主将を務め、同大会の3連覇に大きく貢献した。同年7-8月のロンドン五輪では流れを変えるような大事な場面で出場し活躍するなどベテランとしてチームを引っ張り銀メダル獲得に貢献した。オリンピック出場は1996年のアトランタ五輪から5大会連続出場している。
2016年7月、スコット＝アルーダはバレーボール殿堂入りの栄誉に浴した。

## 球歴
- オリンピック - 1996年、2000年（4位）、2004年（5位）、2008年（銀メダル）、2012年（銀メダル）
- 世界選手権 - 1998年（13位）、2002年（銀メダル）、2006年（9位）
- ワールドカップ - 1999年（9位）、2003年（銅メダル）、2007年（銅メダル）、2011年（銀メダル）
- ワールドグランプリ - 1995年、2000年、2001年（優勝）、2002年（6位）、2003年（3位)、2004年（3位）、2006年（7位）、2007年（8位）、2008年（4位）、2012年（優勝）
- ワールドグランドチャンピオンズカップ - 2001年（5位）、2005年（準優勝）

## 所属クラブ
- A.D.C.BCN （2000-2001年）
- パイオニアレッドウィングス （2001-2003年）
- Pallavolo Chieri （2003-2005年）
- Cimed Macae （2005-2007年）
- Finasa/Osasco （2007-2008年）
- FVカステッラーナ・グロッテ （2008-2009年）
- BMG/São Bernardo （2010年-2012年）